# Karl Rappan
Karl Rappan (né le 26 septembre 1905 à Vienne et mort le 2 janvier 1996 à Berne) est un footballeur et un entraîneur de football autrichien. Il joue et entraîne principalement en Suisse, où il remporte plusieurs titres. Rappan est sur quatre périodes sélectionneur de l'équipe de Suisse de football, et se qualifie trois fois pour la Coupe du monde de la FIFA. Il introduit une nouvelle tactique dans le football dite du « verrou suisse », qui est le précurseur du catenaccio et invente un nouveau poste, celui de libéro. Il est aussi l'un des fondateurs de l'International football cup, prédécesseur de la Coupe Intertoto.

## Biographie

### Carrière de joueur
Rappan, né à Vienne, joue au poste de milieu de terrain et d'attaquant. Il est formé au club autrichien du Donau Vienne. En 1924, il rejoint le Wacker Vienne, où il passe quatre ans. Durant cette période, il est sélectionné deux fois en équipe d'Autriche de football, marquant un but lors de la victoire six buts à zéro face à la Hongrie. Il évolue ensuite une saison à l'Austria Vienne et au Rapid Vienne,remportant le Championnat d'Autriche de football en 1930. Rappan quitte ensuite son pays natal pour la Suisse, en rejoignant le Servette FC en 1931. Il est au sein du club suisse un joueur-entraîneur jusqu'à sa retraite sportive en 1935, remportant deux Championnats de Suisse, en 1933 et 1934.

### Carrière d'entraîneur
Rappan passe toute sa carrière d'entraîneur  (de 1932 à 1963) à la tête de clubs suisses ou de l'équipe de Suisse de football. Après sa période de joueur-entraîneur au Servette FC, Rappan devient un entraîneur à temps complet et rejoint le Grasshopper-Club, entraînant le club zurichois de 1935 à 1948, remportant cinq Championnats de Suisse et sept Coupes de Suisse. En 1948, il retourne au Servette et y reste jusqu'en 1957, en ajoutant un Championnat et une Coupe à son palmarès. 
Après le Servette, Rappan passe une saison au FC Zurich. De 1960 à 1963, il entraîne exclusivement la sélection nationale suisse, avant de rejoindre le Lausanne-Sports, où il remporte un titre de champion en 1965. Après quatre décennies dans le football suisse, Rappan retourne en Autriche et devient directeur sportif du Rapid Vienne lors de la saison 1970-1971.

#### Tactique du verrou suisse
Au début des années 1930, alors que la tactique en « WM » se propage, Rappan développe un système tactique dans lequel l'équipe se retire dans sa moitié de terrain et attend l'attaque de l'équipe adverse, laissant la possession du ballon au milieu de terrain. Ce système basé sur la défense est appelé tactique du « verrou suisse ». Selon Rappan, cette tactique est moins dépendante de la qualité individuelle des joueurs que le WM en étant basée sur le travail collectif, et donne aux amateurs une chance de compenser leur manque de technique. La stratégie défensive du verrou est un mélange de défense en zone et de marquage individuel. C'est le premier système à quatre défenseurs, l'un d'entre eux étant un « verrou de sécurité » pour les trois autres. C'est l'apparition du poste de libéro. Le verrou suisse est connu pour être le précurseur du catenaccio. 

#### Équipe de Suisse de football
Rappan entraîne l'équipe de Suisse à quatre reprises : de 1937 à 1938, de 1942 à 1949, de 1953 à 1954 et de 1960 à 1963. Avec 77 matchs internationaux à son actif, il est le sélectionneur ayant dirigé le plus de fois la Nati. Il remporte 29 matchs, ce qui est aussi un record, et perd 36 fois.
Avec Rappan comme sélectionneur, la Suisse se qualifie pour les Coupes du monde 1938, 1954 (où elle bat l'Italie et perd 5-7 face à l'Autriche en quarts de finale) et 1962. Le bilan de Karl Rappan dans cette compétition est de trois victoires, un match nul et six défaites.
Son dernier match avec la Nati se déroule le 11 novembre 1963 à Paris contre la France. Les deux équipes se séparent sur un score nul de deux buts partout.

### Après la retraite
Rappan, qui veut créer une compétition européenne, crée avec Ernst Thommen, évoluant dans le milieu des pronostics sportifs en Suisse, fonde l'International football cup, qui démarre en 1961. La compétition qui est souvent appelée « Coupe d'été » et/ou « Coupe Rappan », devient ensuite la Coupe Intertoto.
Rappan meurt le 2 janvier 1996 à Berne, à l'âge de 90 ans.

## Palmarès

### Palmarès de joueur
- Vainqueur du Championnat d'Autriche de football en 1930 avec le Rapid Vienne.
- Vainqueur du Championnat de Suisse de football en 1933 et 1934 avec le Servette FC.

### Palmarès d'entraîneur
- Vainqueur du Championnat de Suisse de football en 1937, 1939, 1942, 1943 et 1945 avec le Grasshopper-Club Zurich, en 1950 avec le Servette FC et en 1965 avec le Lausanne-Sports.
- Vainqueur de la Coupe de Suisse de football en 1937, 1938, 1940, 1941, 1942, 1943 et 1946 avec le Grasshopper-Club Zurich et en 1949 avec le Servette FC.